# Christian Jeremias Rollin
Christian Jeremias Rollin (* 9. oder 10. Februar 1703 in Kassel; † 18. Januar 1781 in Braunschweig) war ein deutscher Arzt und Professor für Anatomie in Göttingen und Braunschweig.

## Leben
Der aus Frankreich vertriebene Vater Rollins war in Kassel als Münzkommissar tätig. Rollin besuchte das Gymnasium in Kassel und anschließend das dortige Collegium Carolinum. Er studierte in Berlin und Potsdam Anatomie, in Kassel Naturgeschichte, Mechanik und Schmelzkunst und an der Universität Leiden drei Jahre lang Arzneikunst bei Herman Boerhaave. Aufgrund eines Lungenleidens ging er nach London, zog dann über Rotterdam und Amsterdam unter falschem Namen nach Paris, von wo er nach Kassel zurückkehrte.

### Studium und Lehrtätigkeit in Göttingen

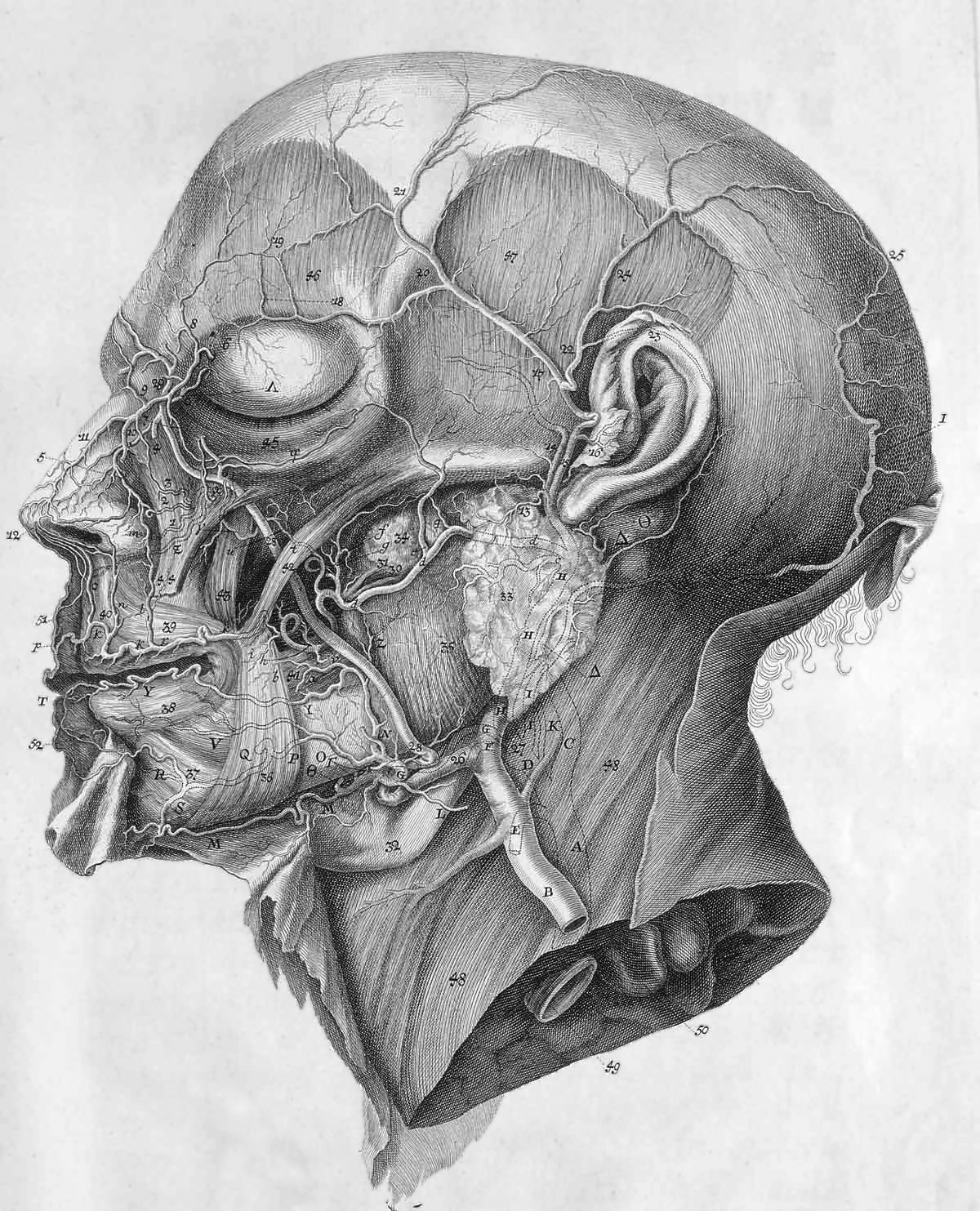
Illustration Christian Jeremias Rollins zu Albrecht von Hallers anatomischem Werk Icones anatomicae, 1756

An der 1737 gegründeten Universität Göttingen setzte Rollin sein Medizinstudium fort. Er wurde Prosektor bei Albrecht von Haller und erhielt bald nach seiner 1742 erfolgten Promotion eine Professur der Anatomie. Während seiner Zeit in Göttingen ordnete Rollin zwei private Fossiliensammlungen und erstellte die Illustrationen für die anatomischen und botanischen Werke Hallers. Gesundheitliche Gründe zwangen Rollin bereits 1745 zur Beendigung seiner Lehrtätigkeit. 

### Tätigkeit in Braunschweig
Er ließ sich als praktischer Arzt in Moringen nieder. Einen Ruf an die medizinische Fakultät der Universität Uppsala lehnte er 1746 ab. Im Jahre 1750 folgte er einer Einladung an das neugegründete Collegium Carolinum nach Braunschweig, wo er als Professor der Anatomie wirkte. Seit 1751 war er auch am Anatomisch-Chirurgischen Institut und als Assessor des Collegium Medicum tätig. Neben seinen Anatomievorlesungen las er auch über Botanik und Legalsektionen. Rollin hatte beide Ämter bis zu seinem Tod 1781 inne. Sein Nachfolger als Professor der Anatomie wurde 1782 Johann Stephan Hausmann (1754–1784).